# Окницкий район
О́кницкий райо́н (рум. Raionul Ocnița, Район Окница) — административно-территориальная единица Республики Молдова.

## География
Окницкий район расположен на северо-востоке Молдовы возле границы с Украиной. Граничит с Бричанским, Единецким и Дондюшанским районами Молдовы и Могилёв-Подольским районом Винницкой области Украины. В этом районе расположены важные пункты перехода молдавско-украинской границы в Атаках и Волчинце.
Предположительно войдёт в состав нового еврорегиона «Днестр».

## История
Как и большинство районов Молдавской ССР, образован 11 ноября 1940 года с центром в селе Окница. До 16 октября 1949 года находился в составе Сорокского уезда, после упразднения уездного деления перешёл в непосредственное республиканское подчинение.
С 31 января 1952 года по 15 июня 1953 года район входил в состав Бельцкого округа, после упразднения окружного деления вновь перешёл в непосредственное республиканское подчинение.
В июле 1959 года в состав Окницкого района передана половина территории упраздняемого Тырновского района.
30 марта 1962 года Окницкий район был упразднён, а его территория передана в Атакский и Единецкий районы.
20 ноября 1975 года Окницкий район был восстановлен, но в несколько иных границах. В частности, территории бывшего Тырновского района остались в Дондюшанском районе, а часть территории изначального Атакского района, наоборот, была передана в состав восстановленного Окницкого района.
С 1999 года по 2002 год, в рамках проводимой административной реформы, район являлся частью Единецкого уезда. После упразднения уездного деления, район вновь стал самостоятельной административной единицей.

## Население
| Национальный состав 2004 | Национальный состав 2004 | Национальный состав 2004 | Национальный состав 2004 | Национальный состав 2004 |
| ------------------------ | ------------------------ | ------------------------ | ------------------------ | ------------------------ |
| молдаване                | 32 491 чел.              |                          | 57.50 %                  |                          |
| украинцы                 | 17 351 чел.              |                          | 30.70 %                  |                          |
| цыгане                   | 3417 чел.                |                          | 6.05 %                   |                          |
| русские                  | 2764 чел.                |                          | 4.89 %                   |                          |
| румыны                   | 104 чел.                 |                          | 0.18 %                   |                          |
| другие                   | 383 чел.                 |                          | 0.68 %                   |                          |
| всего                    | 56 510 чел.              |                          | 100.0 %                  |                          |

|        | 2003 год | 2004 год | 2005 год | 2006 год |
| ------ | -------- | -------- | -------- | -------- |
| Окница | 9 250    | 9 325    | 9 300    |          |
| Атаки  | 7 250    | 8 469    | 8 500    |          |
| Фрунзе | 1 800    | 1 476    | 1 500    |          |
| сёла   | 37 600   | 37 240   | 37 300   | 37 200   |
| Всего: | 55 900   | 56 510   | 56 600   | 56 400   |

## Достопримечательности
- Природный заповедник «Климауцы»[рум.]
- Достопримечательности Атак
- Каларашовский Свято-Успенский женский монастырь
- Возле многих сёл района (Бырладяны, Каларашовка, Липник и др.) проводились археологические раскопки. Были найдены курганы, городища, стоянки древних людей.
- Памятник Станислава Жолкевского близ с. Берёзовка.

## Известные уроженцы
- Чубук, Ион Кондратьевич (1943—2018) — молдавский политический и государственный деятель, бывший премьер-министр Республики Молдова.
- Заднипру, Пётр Иванович (1927—1976) — молдавский, советский поэт, переводчик и партийный деятель.